# Рованицька Слобода
Рованицька Слобода (біл. вёска Раваніцкая Слабада) — село в складі Червенського району Мінської області, Білорусь. Село підпорядковане Рованичівській сільській раді, розташоване в центральній частині області.